# Trumpchi GA8
La Trumpchi GA8, chiamata anche GAC GA8, è una autovettura del tipo berlina prodotta dal 2015 dalla casa automobilistica cinese Trumpchi, divisione della GAC Group.

## Descrizione
Presentata in anteprima come concept car durante lo Shanghai Auto Show 2015, la versione definitiva ha debuttato nell'aprile 2016.
La GA8 è alimentato da un motore turbo a quattro cilindri da 1,8 litri e da un 2,0 litri, quest'ultimo con 197 CV e 300 Nm, abbinato a un cambio automatico a sei velocità. L'accelerazione nello 0 a 100 km/h viene coperta in 7,9 secondi e la velocità massima è di 225 km/h.

### Restyling 2021
La GA8 ha ricevuto un restyling presentato durante il Salone dell'Auto di Pechino 2020. Sia l'esterno che l'interno sono stati ridisegnati. Nell'abitacolo è stato aggiunto un cruscotto digitale, con il quadro strumenti analogico sostituito da un display da 12,3 pollici e accanto ad esso c'è un sistema per l'infotainment touchscreen anch'esso da 12,3 pollici posto al centro della console; inoltre sono stati riposizionati alcuni pulsanti come quelli per il clima. Cambiamenti anche a livello motoristico, con un propulsore turbo da 2,0 litri che eroga 252 CV e 390 Nm di coppia, abbinato a un cambio automatico a 6 marce. Secondo la GAC, la velocità massima è di 210 km/h.